# Chelford
Chelford is een civil parish in het bestuurlijke gebied Cheshire East, in het Engelse graafschap Cheshire met 1174 inwoners.